# Jazz at Massey Hall
Jazz at Massey Hall è un album live di musica jazz inciso durante la leggendaria esibizione del cosiddetto The Quintet il 15 maggio del 1953 alla Massey Hall di Toronto. I componenti del quintetto erano Charlie Parker (sax alto), Dizzy Gillespie (tromba), Bud Powell (piano), Charles Mingus (contrabasso) e Max Roach (batteria), considerati i più grandi musicisti jazz del periodo. Il disco è frutto della registrazione dell'unica volta in cui i cinque si sono esibiti tutti insieme. Furono eseguiti brani celebri come Perdido, Hot House e A Night in Tunisia.

## Il disco
La leggenda vuole che il concerto coincise con la messa in onda in televisione di un importante e atteso match di boxe per il titolo mondiale dei pesi massimi fra Rocky Marciano e Jersey Joe Walcott, il che avrebbe causato uno scarso afflusso di pubblico all'esibizione (si narra di una sala mezza vuota con appena 700 spettatori). Tra i vari aneddoti la "leggenda" narra anche che Parker, Gillespie e lo stesso Powell fossero completamente ubriachi durante il concerto e che Parker stesso, accortosi di aver smarrito il suo sax, dovette addirittura prenderne uno in prestito da un negozio di strumenti musicali prima dell'esibizione. In realtà le cose andarono diversamente : Parker, perennemente indebitato,  aveva dato in pegno il suo Selmer Contralto ad uno spacciatore di droga per pagarsi l'eroina , e fu costretto a comprarsi poco prima del concerto un sax contralto di plastica per pochi dollari ( ma senza compromettere la stupefacente performance di quella serata).
Charlie Parker non poté comparire in copertina e nelle note interne del disco con il suo vero nome per ragioni contrattuali, e quindi venne accreditato sotto pseudonimo con il nome "Charlie Chan" (un'allusione ironica al detective di fantasia Charlie Chan e alla moglie di Parker, Chan Richardson). L'album venne inizialmente pubblicato dall'etichetta di Mingus, la Debut Records, utilizzando i nastri della registrazione del concerto effettuata dalla Toronto New Jazz Society (Dick Wattam, Alan Scharf, Roger Feather, Boyd Raeburn e Arthur Granatstein). Mingus portò i nastri a New York dove lui e Max Roach reincisero le linee di basso, che erano praticamente inudibili nella registrazione originale, modificando anche l'assolo di Mingus in All the Things You Are.
Nel 1995 l'album è stato inserito nella Grammy Hall of Fame ed è incluso nella National Public Radio's Basic Jazz Library.
Nel 2004 è stata pubblicata una nuova edizione del concerto intitolata Complete Jazz at Massey Hall, che recupera l'esibizione integrale.

## Tracce

### 1° Versione
- (Pubblicato in origine su due LP 10")

Vol. 1 (Debut DLP-2)
1. Perdido (Juan Tizol, Hans Lengfelder, Ervin M. Drake)
2. Salt Peanuts (Dizzy Gillespie, Kenny Clarke)
3. All the Things You Are (Jerome Kern, Oscar Hammerstein II)
4. 52nd Street Theme (Thelonious Monk)

Vol. 2 (Debut DLP-4)
1. Wee (Allen's Alley) (Denzil Best)
2. Hot House (Tadd Dameron)
3. A Night in Tunisia (Gillespie, Frank Paparelli)

(Il Vol. 2 consiste delle registrazioni in trio effettuate da Powell, Mingus e Roach nella stessa data - tranne I've Got You Under My Skin, e una traccia di Billy Taylor con Mingus e Roach, che provengono da una data successiva).

### 2° Versione(Debut DEB-124)
- (Pubblicato su singolo LP 12")

1. Perdido (Juan Tizol, Hans Lengfelder, Ervin M. Drake)
2. Salt Peanuts (Dizzy Gillespie, Kenny Clarke)
3. All the Things You Are (Jerome Kern, Oscar Hammerstein II)
4. 52nd Street Theme (Thelonious Monk)
5. Wee (Allen's Alley) (Denzil Best)
6. Hot House (Tadd Dameron)
7. A Night in Tunisia (Gillespie, Frank Paparelli)

### Complete Jazz at Massey Hall (2004)
- (La riedizione del 2004 contiene 14 tracce, di cui quelle dalla 5 alla 11 sono senza Parker e Gillespie)

1. Perdido (Juan Tizol, Hans Lengfelder, Ervin M. Drake)
2. Salt Peanuts (Dizzy Gillespie, Kenny Clarke)
3. All the Things You Are (Jerome Kern, Oscar Hammerstein II)
4. 52nd Street Theme (Thelonious Monk)
5. Drum Solo by Max Roach
6. Cherokee (Noble)
7. Embraceable You (George Gershwin, Ira Gershwin)
8. Hallelujah (Jubilee) (Grey, Robin, Youmans)
9. Sure Thing (Bud Powell)
10. Lullaby of Birdland (Shearing, Weiss)
11. I've Got You Under My Skin (Porter)
12. Wee (Allen's Alley) (Denzil Best)
13. Hot House (Tadd Dameron)
14. A Night in Tunisia (Gillespie, Frank Paparelli)